# Cascina
Cascina é uma comuna italiana da região da Toscana, província de Pisa, com cerca de 38.356 habitantes. Estende-se por uma área de 79 km², tendo uma densidade populacional de 486 hab/km². Faz fronteira com Calcinaia, Collesalvetti (LI), Crespina, Lari, Pisa, Pontedera, San Giuliano Terme, Vicopisano.

## Demografia
| Variação demográfica do município entre 1861 e 2011                               |
|                                                                                   |
| Fonte: Istituto Nazionale di Statistica (ISTAT) - Elaboração gráfica da Wikipedia |